# Jonathan Mingo
Jonathan Ondreal Mingo (Brandon, 20 aprile 2001) è un giocatore di football americano statunitense che milita nel ruolo di wide receiver per i Dallas Cowboys della National Football League (NFL).

## Carriera universitaria
Mingo partì come titolare in tutte le 12 partite della sua prima stagione a Ole Miss, chiudendo con 12 ricezioni per 172 yard e un touchdown. L'anno seguente ricevette 27 passaggi per 379 yard e 3 touchdown. Nella terza stagione saltò sette partite a causa di un infortunio a un piede, chiudendo con 22 ricezioni per 346 yard e 3 marcature. Nel 2022 stabilì un record dei Rebels con 247 yard ricevute in una partita. A fine anno fu inserito nella seconda formazione ideale della Southeastern Conference.

## Carriera professionistica

### Carolina Panthers
Mingo fu scelto nel corso del 
secondo giro (trentanovesimo assoluto) nel Draft NFL 2023 dai Carolina Panthers. Debuttò come professionista partendo come titolare nella gara del primo turno contro gli Atlanta Falcons ricevendo 2 passaggi per 17 yard. La sua prima stagione si chiuse con 43 ricezioni per 418 yard e nessun touchdown in 15 presenze, 14 delle quali come titolare.

### Dallas Cowboys
Il 5 novembre 2024 Mingo, assieme a una scelta del settimo giro, fu scambiato con i Dallas Cowboys per una scelta del quarto giro del Draft 2025.